# Повстання отамана Оскілка
Повстання отамана Оскілка — спроба державного перевороту в місті Рівне, очоленого генерал-хорунжим Володимиром Оскілком проти новоствореного уряду Директорії на чолі з Борисом Мартосом.

## Хід подій
Вранці 29 квітня 1919 року, на день раніше, ніж планувалося, В. Оскілко, за підтримки вірних йому солдат, розпочав держпереворот. Близько 6-ї ранку голову нового уряду Бориса Мартоса заарештували й замкнули в арештантському вагоні на залізничній станції. Незабаром там же опинилась і переважна більшість інших міністрів. Арешт відбувся легко і безкровно, адже майже всі міністри не користувались особистою охороною. Соратники радили отаманові Оскілку їх розстріляти, на що той не погодився. На дев'яту годину ранку столиця УНР опинилася під контролем заколотників.
Сотня кінноти була послана в Здолбунів, щоби заарештувати голову Директорії Симона Петлюру. Згодом для цього було вислано ще панцирний поїзд. Проте головний отаман був попереджений, і спроба його захопити була безуспішною. Отаман Оскілко вислав телеграму Євгенові Петрушевичу з проханням, щоб УГА не втручалась у справи УНР.
Після усунення Петлюри, Оскілко планував призначити тимчасовим президентом усієї України голову ЗО УНР Євгена Петрушевича, а згодом скликати Установчі Збори. Одночасно він видав і надрукував в газеті «Воля» кілька відозв до війська, селянства, цивільного населення.
Головний отаман С.Петлюра вчасно зорієнтувався в небезпеці і організував заходи для придушення цього виступу. Вистачило лише кількох сотень січових стрільців Євгена Коновальця, щоби майже без бою відбити Рівне та змусити Оскілка до втечі, який переховувався по селах, а на початку травня втік на територію Польщі.